# Franklinit
Franklinit, veraltet auch als Zinkoferrit bekannt, ist ein selten vorkommendes Mineral aus der Mineralklasse der „Oxide und Hydroxide“ mit der Endgliedzusammensetzung ZnFe3+2O4 und ist damit chemisch gesehen ein Zink-Eisen-Oxid. Strukturell gehört Franklinit zu den Spinellen.
Franklinit kristallisiert im kubischen Kristallsystem in der Struktur von Spinell und entwickelt typischerweise oktaedrische Kristalle von bis zu 22 cm Größe, deren Ecken meist abgerundet sind. Auch grobe oder feinkörnige Einschlüsse in anderen Mineralen werden gefunden. Das Mineral ist im Allgemeinen undurchsichtig und nur in dünnen Schichten tiefrot durchscheinend. Die Kristalle können von eisenschwarzer, brauner oder roter Farbe sein. Frische Proben zeigen auf den Oberflächen einen metallischen Glanz.

## Etymologie und Geschichte

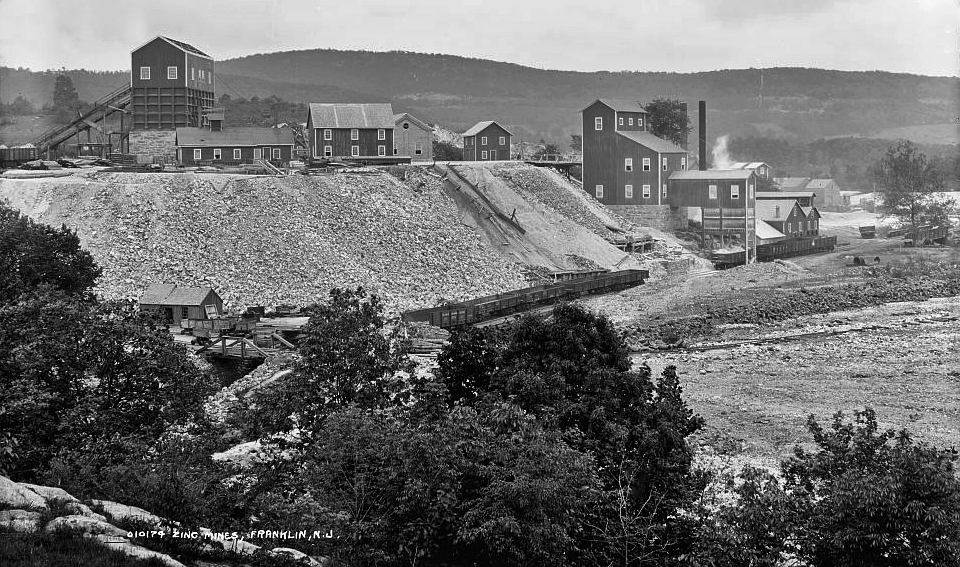
Grubenanlage der New Jersey Zinc Company, Franklin

Entdeckt wurde Franklinit in mehreren Gruben in der Umgebung der Stadt Franklin im US-Bundesstaat New Jersey. Die Erstbeschreibung erfolgte 1819 durch Pierre Berthier, der das Mineral nach seiner Typlokalität Franklin und nach dessen Namensgeber Benjamin Franklin benannte.
Ein Aufbewahrungsort für das Typmaterial von Franklinit ist nicht dokumentiert.
Da der Franklinit bereits lange vor der Gründung der International Mineralogical Association (IMA) bekannt und als eigenständige Mineralart anerkannt war, wurde dies von ihrer Commission on New Minerals, Nomenclature and Classification (CNMNC) übernommen und bezeichnet den Franklinit als sogenanntes „grandfathered“ (G) Mineral. Die seit 2021 ebenfalls von der IMA/CNMNC anerkannte Kurzbezeichnung (auch Mineral-Symbol) von Franklinit lautet „Frk“.

## Klassifikation
Die strukturelle Klassifikation der International Mineralogical Association (IMA) zählt den Franklinit zur Spinell-Supergruppe, wo er zusammen mit Chromit, Cochromit, Coulsonit, Cuprospinell, Dellagiustait, Deltalumit, Gahnit, Galaxit, Guit, Hausmannit, Hercynit, Hetaerolith, Jakobsit, Maghemit, Magnesiochromit, Magnesiocoulsonit, Magnesioferrit, Magnetit, Manganochromit, Spinell, Thermaerogenit, Titanomaghemit, Trevorit, Vuorelainenit und Zincochromit die Spinell-Untergruppe innerhalb der Oxispinelle bildet. Ebenfalls in diese Gruppe gehören die nach 2018 beschriebenen Oxispinelle Chihmingit und Chukochenit sowie der Nichromit, dessen Name von der CNMNC der IMA noch nicht anerkannt worden ist.
Bereits in der veralteten, aber noch gebräuchlichen 8. Auflage der Mineralsystematik nach Strunz gehörte der Franklinit zur Mineralklasse der „Oxide und Hydroxide“ und dort zur Abteilung der „Verbindungen mit M3O4− und verwandte Verbindungen“, wo er zusammen mit Jakobsit, Magnesioferrit, Magnetit und Trevorit die Gruppe der „Eisen(III)-Spinelle“ mit der Systemnummer IV/B.01b bildete.
Im zuletzt 2018 überarbeiteten und aktualisierten Lapis-Mineralienverzeichnis nach Stefan Weiß, das sich im Aufbau noch nach dieser alten Form der Systematik von Karl Hugo Strunz richtet, erhielt das Mineral die System- und Mineral-Nr. IV/B.02-060. In der Lapis-Systematik entspricht dies der Abteilung „Oxide mit Verhältnis Metall : Sauerstoff = 3 : 4 (Spinelltyp M3O4 und verwandte Verbindungen)“, wo Franklinit zusammen mit Cuprospinell, Jakobsit, Magnesioferrit, Magnetit und Trevorit die Gruppe der „Ferrit-Spinelle“ mit der Systemnummeer IV/B.02 bildet.
Die von der IMA bis 2009 aktualisierte 9. Auflage der Strunz’schen Mineralsystematik ordnet den Franklinit ebenfalls in die Abteilung der „Oxide mit dem Stoffmengenverhältnis Metall : Sauerstoff = 3 : 4 und vergleichbare“ ein. Diese ist allerdings weiter unterteilt nach der relativen Größe der beteiligten Kationen, so dass das Mineral entsprechend seiner Zusammensetzung in der Unterabteilung „Mit ausschließlich mittelgroßen Kationen“ zu finden ist, wo es zusammen mit Brunogeierit, Chromit, Cochromit, Coulsonit, Cuprospinell, Filipstadit, Gahnit, Galaxit, Hercynit, Jakobsit, Magnesiochromit, Magnesiocoulsonit, Magnesioferrit, Magnetit, Manganochromit, Nichromit (N), Qandilit, Spinell, Trevorit, Ulvöspinell, Vuorelainenit und Zincochromit die „Spinellgruppe“ mit der Systemnummer 4.BB.05 bildet.
Auch die vorwiegend im englischen Sprachraum gebräuchliche Systematik der Minerale nach Dana ordnet den Franklinit in die Klasse der „Oxide und Hydroxide“ und dort in die Abteilung der „Mehrfache Oxide“ ein. Hier ist er zusammen mit Magnesioferrit, Jakobsit, Magnetit, Trevorit, Cuprospinell und Brunogeierit in der „Eisen-Untergruppe“ mit der Systemnummer 07.02.02 innerhalb der Unterabteilung „Mehrfache Oxide (A+B2+)2X4, Spinellgruppe“ zu finden.

## Chemismus
Die Endgliedzusammensetzung ZnFe3+2O4, die allerdings bei natürlichen Frankliniten noch nicht beobachten werden konnte und bisher nur bei Synthesen verwirklicht ist, besteht aus 27,12 Gew.-% Zink (Zn), 46,33 Gew.-% Eisen (Fe) und 26,55 Gew.-% Sauerstoff (O).
Bei hoher Temperatur sind Franklinit, Jakobsit (Mn2+Fe3+2O4), Trevorit (NiFe3+2O4), Magnesioferrit (MgFe3+2O4), Magnetit (Fe2+(Fe3+)2O4) und Ulvöspinell Fe2+2TiO4 in der Lage, unbeschränkt Mischkristalle zu bilden.
Aufgrund der Mischkristallbildung ist daher meist ein Teil des Zink durch zweiwertiges Mangan und/oder Eisen sowie ein Teil des dreiwertigen Eisens durch gleichwertiges Mangan diadoch ersetzt (substituiert) sein. Die vereinfachte Zusammensetzung wird entsprechend in verschiedenen Quellen mit (Zn,Mn2+,Fe2+)(Fe3+,Mn3+)2O4 angegeben. Vor allem zwischen Franklinit und Magnetit sowie zwischen Franklinit und Jakobsit kommen bei hohen Temperaturen alle Zwischenglieder vor. Die Mischbarkeit sinkt allerdings bei der Abkühlung, wodurch es zu Entmischungen der einzelnen Phasen kommt.
Diese Entmischungsvorgänge sind unter anderem auch die Ursache für scheinbar „magnetische Franklinite“, bei denen lamellenförmige Magnetitentmischungen vorliegen.

## Kristallstruktur
Franklinit kristallisiert kubisch in der Struktur von Spinell mit der Raumgruppe Fd3m (Raumgruppen-Nr. 227) und dem Gitterparameter a = 8,47 Å sowie acht Formeleinheiten pro Elementarzelle.

## Eigenschaften

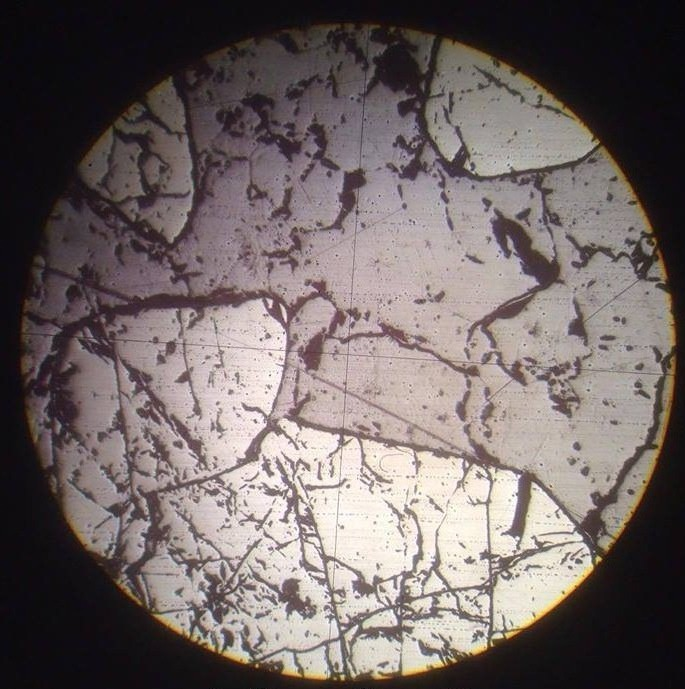
Franklinit (hell) und Zinkit (dunkel) im Auflichtmikroskop unter Normallicht

Vor dem Lötrohr ist Franklinit unschmelzbar, wird aber magnetisch. Er ist nicht sehr beständig gegenüber Säuren und kann bereits in heißer Salszäure (HCl) gelöst werden, wobei sich Chlorgas entwickelt.
Unter dem Auflichtmikroskop reflektiert Franklinit das Licht fast vollständig, das heißt, er erscheint ziemlich rein weiß. An der Luft erscheint er im Vergleich zu Sphalerit etwas und gegenüber Zinkit sehr viel heller. Das Reflexionsvermögen von Franklinit ist in Öl allerdings stark herabgesetzt und er zeigt zudem einen Farbumschlag ins Graugrünliche, wodurch er sich vom eher rötlich erscheinenden Magnetit unterscheiden lässt.
Mit einer Mohshärte von 6 bis 6,5 gehört Franklinit zu den mittelharten bis harten Mineralen, das sich ähnlich wie das Referenzmineral Orthoklas (Härte 6) gerade noch mit einer Stahlfeile ritzen lässt. Franklinit zeigt keine Spaltneigung, jedoch sind Absonderungen nach den Oktaederflächen {111} möglich. Er bricht mit unebenen bis schwach muschelig aussehenden Bruchflächen.

## Bildung und Fundorte

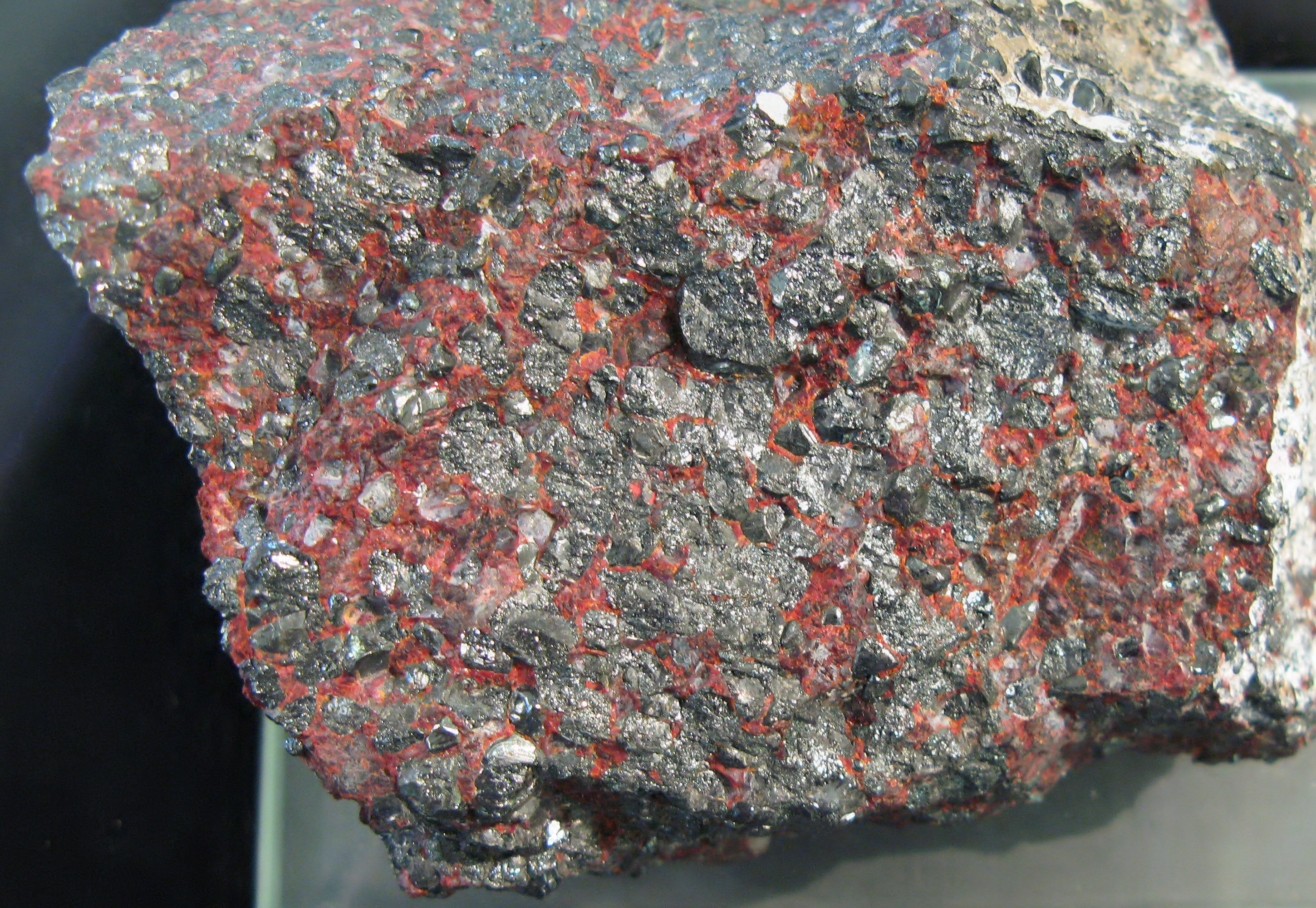
Franklinit (schwarz) mit Zinkit (rot) aus Franklin, New Jersey – ausgestellt im Mineralogischen Museum der Uni Bonn

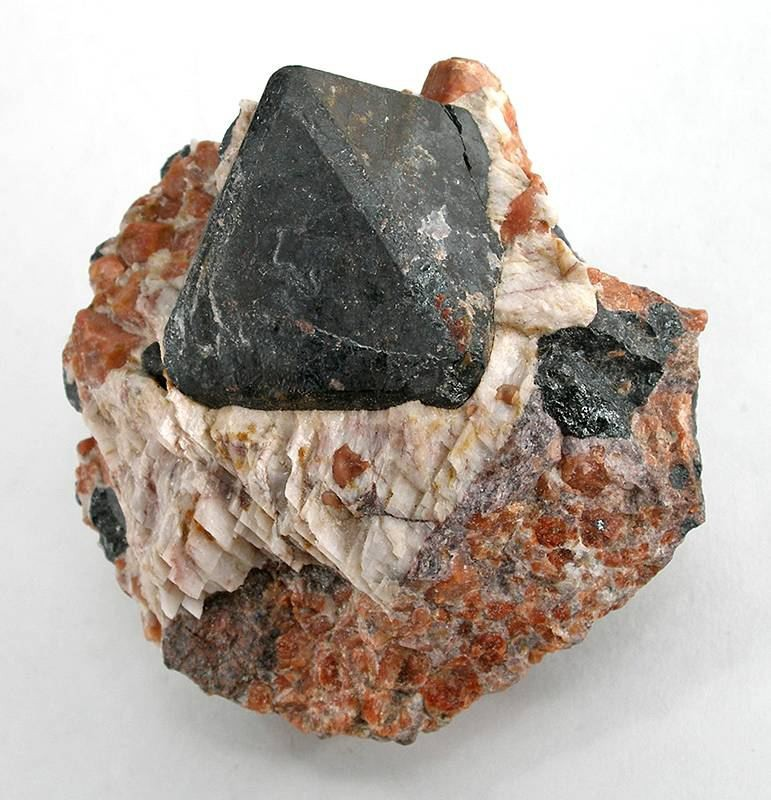
Großer Franklinit-Oktaeder (9 cm × 9 cm × 8 cm) mit Willemit (gelblich), Zinkit (rötlich) und Calcit (weiß) aus der Sterling Mine, Sterling Hill, Ogdensburg (New Jersey)

Franklinit bildet sich in eisen-, zink- und manganreichen Adern, die in marinen Carbonat-Sedimenten durch Metamorphose unter hohen Temperaturen verändert wurden. Als Begleitminerale treten unter anderem Andradit, Berzeliit, Braunit, Calcit, Gahnit, Hämatit, Hausmannit, Hetaerolith, Jakobsit, Magnetit, Manganosit, Rhodochrosit, Rhodonit, Sarkinit, Willemit und Zinkit auf.
Als seltene Mineralbildung konnte Franklinit nur an wenigen Fundorten nachgewiesen werden, wobei weltweit bisher knapp 70 Fundorte dokumentiert sind (Stand 2024). Neben seiner Typlokalität Franklin, wo das Mineral in mehreren Gruben und Schächten dieses größten Bergbaugebietes von New Jersey gefunden werden konnte, trat Franklinit in den Vereinigten Staaten unter anderem noch am Moffet Point im Bezirk Aleutians East Borough in Alaska, in der Desert View Mine in den kalifornischen San Bernardino Mountains und in der Rio Dolores Mine bei Central City im Gilpin County von Colorado zutage. Zwei weitere Fundorte, der Webber-Schacht in der Fairview-Silbermine im Churchill County von Nevada sowie das „Devine zinc property“ im Hidalgo County von New Mexico gelten bisher als fraglich, da die Funde noch nicht bestätigt wurden.
Der bisher einzige bekannte Fundort in Deutschland ist eine Schlackenhalde der Zinkhütte Genna im Stadtbezirk Letmathe im Sauerland (NRW). Auch in Österreich ist mit dem Stradner Kogel bei Wilhelmsdorf (Gemeinde Bad Gleichenberg) in der Steiermark bisher nur ein Fundort für Franklinit bekannt.
Weitere Fundorte liegen unter anderem bei Iron Knob und Zeehan sowie im Mukinbudin Shire in Australien, bei Vazante im brasilianischen Bundesstaat Minas Gerais, in den Präfekturen Meizhou (Guangdong) und Yichun (Jiangxi) in China, auf Ross Island in Irland, bei Nežilovo (Opština Veles) und im Kratovo-Zletovo-Bezirk in Mazedonien, bei East Camp (Santa Eulalia, Chihuahua) und La Blanca (Municipio Ojocaliente, Zacatecas) in Mexiko, bei Trzebinia in Polen, bei Ocna de Fier, Răzoare (Maramureș) und Iacobeni (Suceava) in Rumänien, im Marmor-Steinbruch Pereval bei Sljudjanka (Ostsibirien) und an drei Fundpunkten in den Chibinen und der Lowosero-Tundra in Russland, der Provinz Lusaka in Sambia, bei Garpenberg (Dalarna), Långban und Hasselhojden (Västmanland) in Schweden, bei Barberton (Mpumalanga) und in der Bleigrube Edendale bei Pretoria (Gauteng) in Südafrika sowie am Vulkan Kerimasi in der Region Arusha von Tansania.